# Potters Zwergkaiserfisch
Potters Zwergkaiserfisch (Centropyge potteri) lebt im Pazifik bei Hawaii, wurde aber auch schon bei den Midwayinseln und beim Johnston-Atoll gesehen. Er bevorzugt Außenriffe, Fels- und Geröllgrund in Tiefen von unter zehn Metern bis zu 138 Metern; Jungfische halten sich auch in Tiefen ab fünf Metern auf. Die Vertreter dieser häufig vorkommenden Fischart verlassen nie die nähere Umgebung ihres jeweiligen Versteckplatzes. Das Artepitheton bekamen sie zu Ehren des ersten Direktors des Waikiki Aquariums in Hawaii, Frederick Potter.
Potters Zwergkaiserfisch ernährt sich vor allem von Algen und Detritus. Seine Hauptfortpflanzungszeit ist von Mitte Dezember bis Mai. Er laicht in der Dämmerung, jeweils in der Woche vor Vollmond.

## Merkmale
Diese Zwergkaiserfisch-Art wird zehn Zentimeter lang. Sie ist von oranger Grundfarbe und von einem netzartigen Geflecht grüner Querstreifen überzogen. Rücken-, Schwanz- und Afterflosse haben leuchtend blaue Streifen. Brust- und Bauchflossen sind hellorange bis gelb. Die leuchtend orange Färbung der Tiere ist im natürlichen Lebensraum meist nicht sichtbar, da der rote Anteil des Sonnenlichtes in diesen Tiefen vom Wasser absorbiert wird, und erscheint dort braun oder grüngrau.